# 解僱部門
解僱部門源自日本的特有職場現象，指企業將想開除的員工全部調至一個專屬的部門，下令每天進行折磨性或羞辱性工作，以讓勞工自行提出辭職。

## 成因背景
日本傳統的終身雇用制度可以說是解僱部門成因之一，其勞動法規和社會不成文規定則是輔助這現象成因，最早在1970年代末期已經出現窗邊族一詞，出現企業將不想要的員工調至窗邊座位，無分配任何工作也不准作自己的事，讓全公司異樣的眼光逼人自己識相辭職。1977年6月《北海道新聞》就有文章描述中高齡而未升遷的員工，被公司安排在靠窗邊的座位逼退，被形容為「窗邊的大叔」（窓際おじさん）。
解僱部門則是在90年代後期的日本開始明顯出現，因為當時日本泡沫經濟破滅，再加上全球化與中國崛起的競爭，日本許多大企業受壓，日本病開始出現，由於大企業需要開除的員工人數較多，傳統「窗邊的大叔」方式已經效率不夠一次逼退較大量的人，所以升級成「窗邊的部門」解僱部現象於焉誕生。通常該部門名稱都看不出特異，但通常名稱較空泛，讓人一想就知道似乎是沒有實權的部門，例如開發宣傳部、特殊支援部、人力支援課等，而公司內其實都知道被調往此處就是逼退。
逼退手段則是五花八門，常見的有陶侃搬磚式的無止盡整理倉庫廢舊器材、舊文件，同時有攝影機監控讓人不能偷懶作別的事情，較新式的則有團體討論會讓大家彼此討論誰最該被趕出公司，最後變成彼此謾罵，之後每天三小時以上的重複書寫適性調查表、自傳、履歷表等，大致上以一種慢性精神折磨讓人辭職為目的，最好該群人彼此之間出現友情集體離職，一次就清除掉整批人。然而在日本景氣低迷和派遣勞工氾濫的環境下，由於在解僱部門待著至少還有薪資可領，所以也有人認為在裡面撐下去怎樣也比辭職在外面的遭遇要好，所以憑著意志挺過漫長的歲月者也是存在，如果剛好日後公司狀況好轉又需要人力或是經營層換人政策改變，也有人被調出部門重新復活的可能性。
解僱部門理論上只會出現在法規對勞工越保護的國家，主張新自由主義的美國或英國、香港等地則沒有此一現象，公司可以直接在數分鐘內開除員工，沒有法規禁止、資遣費也並不高昂，同時社會對於任意開除員工的公司也沒有什麼負面評價，認為一切都是市場行為而已，這時就沒有動機需要去想方法讓勞工自己辭職。但是根据一遍社论，育碧也有类似的解雇部门，为了维持雇佣足够多的员工来保持税收减免，当一些项目被终结或完成结束后，部分空闲员工会被安排到被称为“160室”的“项目间歇部（interproject）”，只要保持考勤，可以做任何工作和保持薪酬支付，部分员工会因此认为被遗弃而恐慌辞职，而且也需要重新审核后才能重新回到新岗位。此外，香港語文教育學院於開辦期間，由於該學院的課程為全日制，部分中、小學校長將「不喜歡」的教師送入該學院複修，一方面將該等教職員從學校中排斥，同時又滿足教育署對師資培訓的要求，成為當時教育體系中事實存在的解僱部門。

## 影視作品
不少日劇如京都人情搜查檔案、段田凜 勞動基準監督官、派遣女王、危機大神等有探討解僱部門現象，讓社會開始注重此一問題。

## 參看
- 辦公室政治
- 勞動派遣